# Before Watchmen

Before Watchmen è un prequel di Watchmen, miniserie scritta da Alan Moore e disegnata da Dave Gibbons. La serie è stata  pubblicata dalla DC Comics dal 2012 e consiste in 8 serie limitate e un one-shot (inizialmente ne erano pianificati due) per un totale di 37 capitoli. 
Nelle due pagine finali dei primi 36 capitoli è presente la storia del "Corsaro Cremisi", raccolta in un unico volume nell'edizione italiana, che pertanto è stata pubblicata in 38 volumi complessivi.

## I volumi
1. Before Watchmen:  Minutemen (sei capitoli) -  Scritto e Disegnato da Darwyn Cooke - novembre 2012/aprile 2013
2. Before Watchmen: Silk Spectre (quattro capitoli) - Scritto da: Darwyn Cooke e Amanda Conner. Disegnato da: Amanda Conner - novembre 2012/marzo 2013
3. Before Watchmen: Il Comico (sei capitoli) - Scritto da: Brian Azzarello. Disegnato da: J. G. Jones- novembre 2012/maggio 2013
4. Before Watchmen: Nite Owl (quattro capitoli) - Scritto da: J. Michael Straczynski. Artists: Andy Kubert e Joe Kubert - novembre 2012/marzo 2013
5. Before Watchmen: Ozymandias (sei capitoli) - Scritto da: Len Wein. Disegnato da: Jae Lee - dicembre 2012/maggio 2013
6. Before Watchmen: Rorschach (quattro capitoli) - Scritto da: Brian Azzarello. Disegnato da: Lee Bermejo - gennaio/maggio 2013
7. Before Watchmen:  Dr. Manhattan (quattro capitoli) - Scritto da: J. Michael Straczynski. Disegnato da: Adam Hughes - gennaio/maggio 2013
8. Before Watchmen:  Moloch (due capitoli) - Scritto da: J. Michael Straczynski. Disegnato da: Eduardo Risso - marzo/aprile 2013
9. Before Watchmen: Dollar Bill (volume unico) - Scritto da: Len Wein. Disegnato da: Steve Rude - maggio 2013
10. Before Watchmen: Corsaro Cremisi (volume unico - raccoglie le storie pubblicate nelle ultime due pagine degli altri volumi, ad eccezione di Dollar Bill) - Autori vari - Settembre 2013

Inedito
Before Watchmen: Epilogo (volume unico)